# ابراهیم قلیلات
ابراهیم قلیلات (عربی: إبراهيم قليلات) همچنین به نام ابو شاکر، سیاستمدار لبنانی و رهبر جنبش مستقل ناصری‌ها که بیشتر به عنوان مرابطون شناخته می‌شود، مشهور است.

## فعالیت‌ها
ابراهیم قلیلات در حوادث سال ۱۹۵۸ همراه با مخالفین رئیس‌جمهور کامیل شمعون شرکت کرد. او بین سالهای ۱۹۶۱ تا ۱۹۶۷ به اتهام پرتاب یک بسته انفجاری به خانه وزیر دارایی وقت بنام «رفیق نجا» زندانی شد. او یکی از مهمترین رهبران شبه نظامیان در جنگ داخلی لبنان بود.
در جنگ‌هایی که برای مقابله با نیروهای اسرائیلی در سال ۱۹۸۲ برای محاصره بیروت لبنان، شرکت کرد و در این جنگ‌ها زخمی و در بیمارستان بستری شد.
در سال ۱۹۸۵ پس از شکست تشکیلاتی نیروهای نظامی اش در پی حمله ای توسط اتحادیه حزب سوسیالیست پیشرفته، جنبش امل و حزب کمونیست لبنان در طی دیدارش از لیبی، صورت گرفت، به تبعید در فرانسه رفت.
از آن زمان، او تبعید را انتخاب کرد و در صحنه سیاسی لبنان دخالت نکرد. در سال ۲۰۰۱، حزب او سازماندهی و بازسازی اتحاد خود را با احزاب دیگر لبنان شکل داد، از زمان تشدید بحران سیاسی در لبنان و پس از قتل رفیق حریری، نخست‌وزیر پیشین لبنان، شایعات فراوانی به بازگشت وی به این کشور اشاره می‌کند.
وی یکی از نزدیکان یاسر عرفات، رهبر فلسطین بود.